# ケバネウズラ
ケバネウズラ（毛羽鶉、Ophrysia superciliosa）は、鳥綱キジ目キジ科ケバネウズラ属に分類される鳥類。本種のみでケバネウズラ属を構成する。

## 分布
インド（ウッタラーカンド州ナイニータルおよびムースリー周辺のヒマラヤ山脈西部）

## 形態
全長22.4 - 30.6センチメートル。翼長8.8 - 9.5センチメートル。尾羽の数は10枚。
嘴や後肢は赤い。
オスは頭部や喉の羽衣が黒く、白い筋模様が入る。全身の羽衣は灰色で、羽毛の外縁（羽縁）は黒い。下腹の羽衣は黒く、羽縁が白い。メスは全身の羽衣が明褐色で、黒色斑が入る。

## 生態
標高1,650 - 2,100メートルにある草原や低木林で発見された例がある。5 - 6羽の小規模な群れを形成して生活していた。

## 人間との関係
19世紀にでわずかに標本が採集されたのみで、1868年以降の発見例がなく絶滅したと考えられている。